# Pseudodictyopsella
Pseudodictyopsella es un género de foraminífero bentónico de la subfamilia Pseudodictyopsellinae, de la familia Paravalvulinidae, de la superfamilia Chrysalidinoidea, del suborden Textulariina y del orden Textulariida. Su especie tipo es Pseudodictyopsella jurassica. Su rango cronoestratigráfico abarca el Jurásico medio.

## Discusión
En clasificaciones previas se incluía Pseudodictyopsella en la Familia Valvulinidae, de la superfamilia Textularioidea del orden Textulariida.

## Clasificación
Pseudodictyopsella incluye a la siguiente especie:
- Pseudodictyopsella jurassica